# Micrococcus luteus
Espèce
Micrococcus luteus est une bactérie Gram-positive, sphérique, saprophyte faisant partie de la famille des Micrococcaceae. Aérobie obligatoire, M. luteus est une bactérie du sol, des poussières, de l'eau et de l'air et fait partie de la flore naturelle de la peau des mammifères. La bactérie peut aussi coloniser la bouche, des muqueuses, notamment de l'oropharynx et des voies respiratoires supérieures humaines.
Bien que M. luteus n'est pas pathogène et est considéré comme un contaminant naturel, cette bactérie pourrait être un pathogène émergeant engendrant des maladies nosocomiales chez des patients immunodéprimés. M. luteus est résistant à un potentiel hydrique réduit et peut tolérer la dessication et de fortes concentrations salines.
M. luteus est coagulase négative, sensible à la bacitracine, et forme des colonies jaunes brillantes sur un milieu agar (d'où son nom scientifique luteus qui signifie « jaune, jaunâtre » en latin). Afin de le différencier de Staphylococcus aureus, un antibiogramme à la bacitracine peut être réalisé.
Il a été montré que M. luteus peut survivre dans des environnements oligotrophiques durant de très longues périodes. Un travail récent de Greenblat et al. a démontré que Micrococcus luteus peut survivre durant au moins 34 000 à 170 000 ans sur la base d'analyses de l'ARN 16S.